# Rabbi Zadok
Rabbi Zadok (ebraico: רבי צדוק) (Israele, I secolo – I secolo) è stato un rabbino ebreo antico, saggio Tanna della 2ª generazione (80 - 110 e.v.).
Contemporaneo di Joshua ben Hananiah e di Eliezer ben Hurcanus, discendava dalla Tribù di Beniamino.
Rabbi Zadok fu uno dei notabili Tannaim della sua generazione e la sua opinione su diverse materie è spesso citata nel Talmud.
Quaranta anni prima della distruzione del Secondo Tempio, Zadok osservò numerosi digiuni affinché Gerusalemme non venisse distrutta, e mangiava solo di notte. Quando i romani circondarono Gerusalemme per distruggerla, Rabbi Yochanan ben Zakai ebbe solo tre richieste da Vespasiano, e una di queste fu di dargli le misure di medicina necessarie per guarire Rabbi Zadok. La Mishnah, nel Trattato Gittin racconta i modi in cui Rabbi Zadok fu guarito.